# Phylloxylon phillipsonii
Phylloxylon phillipsonii är en ärtväxtart som beskrevs av Du Puy, Labat och Brian David Schrire. Phylloxylon phillipsonii ingår i släktet Phylloxylon och familjen ärtväxter. IUCN kategoriserar arten globalt som akut hotad. Inga underarter finns listade i Catalogue of Life.